# Grâce-Hollogne
Grâce-Hollogne (wa. Gråce-Hologne) – miejscowość i gmina (commune) w Belgii, w Regionie Walońskim, w prowincji Liège, w okręgu Liège. 1 stycznia 2024 roku liczyła 23 261 mieszkańców.

## Podział administracyjny
W skład gminy wchodzi pięć dzielnic (section):
- Bierset
- Grâce-Berleur
- Hollogne-aux-Pierres
- Horion-Hozémont
- Velroux